# ЮС Шифланж 95
Шифланж 95 (на люксембургски: Schifflange 95) е футболен отбор от град Шифланж в Люксембург. Отборът е основан през 1906 г. Основните клубни цветове са червеното и бялото. Домакинските си срещи играе на стадион „Стад рю Денис Нетжен“ с 3 100 места. Шампион  на Люксембург за 1951/52. Отборът е основан през 1995 година след сливането на два отбора от град Шифланж - „Насионал Шифланж“ и „Ами де Спор“..

## Успехи
като Насионал Шифланж
- Национална Дивизия
  -  Шампион (1): 1951/52
  -  Второ място (2): 1949/50, 1950/51
- Купа на Люксембург
  -  Носител (1): 1959/60
  -  Финалист (1): 1937/38
- Втора Дивизия (3 ниво)
  -  Шампион (1): 1962/63

като Шифланж 95
- Първа Дивизия (2 ниво)
  -  Второ място (1): 2022/23 (промоция)
- Втора Дивизия (3 ниво)
  -  Шампион (2): 2011/12, 2019/20